# TV Transamérica
TV Transamérica foi uma emissora de televisão brasileira sediada em Curitiba, capital do estado do Paraná. Operava no canal 59 (44 UHF digital) e pertencia à Rede Transamérica de Comunicação do Conglomerado Alfa, que também controla a rede de rádios Transamérica.

## História

### TV Exclusiva (1992-2006)
Com sua concessão aprovada pelo Ministério das Comunicações no ano de 1990, a então TV Exclusiva iniciou suas transmissões em 1992, através do 59 UHF, sendo uma das primeiras emissoras da capital paranaense transmitida na faixa, cobrindo toda a região metropolitana.
Rede Record (1992-1995)
Após sua inauguração, a TV Exclusiva acaba fechando uma parceria com a Rede Record, que havia sido comprada pela Igreja Universal do Reino de Deus há dois anos. Naquela época, a Record começava seu processo de formação do “canal 7 paulistano” para “a nova rede nacional”.
A nove fase da Rede Record foi marcada por uma programação baseada em jornalismo com o seu Jornal da Record apresentado por Adriana de Castro, o programa feminino Note e Anote, de Ana Maria Braga que rapidamente se torna uma das maiores audiências da casa, o Programa Raul Gil, as séries Super Vicky, Parker Lewis Can't Lose e o live-action Flashman, além de diversos filmes. Nessa época, tanto a TV Exclusiva quanto a Rede Record, passavam por uma fase de experimentação, com a matriz sempre oscilando entre o 4º e o 6º lugar de audiência, vale lembrar que na época, as transmissões em UHF estavam começando no Brasil.
Em junho de 1995, a TV Exclusiva fecha uma parceria com a emissora dos Bloch.
Rede Manchete (1995-1999)
Ao mesmo tempo, em que a Record trocava de parceira, a TV Exclusiva passava a ser a nova afiliada da Rede Manchete. A TV Exclusiva se destaca no cenário nacional ao fazer diversas reportagens que passam a ser exibidas nos principais telejornais nacionais, a emissora teve bastante destaque no Jornal da Manchete e no programa Mistério, apresentado por Walter Avancini. 
Nessa época, a emissora vivia um bom momento, além de um crescimento na audiência notável na audiência, com a exibição do anime Cavaleiros do Zodíaco, da novela Xica da Silva e de eventos como as Olimpíadas de Atlanta em 1996 e a Copa do Mundo em 1998. Em 1999, com a falência iminente da emissora dos Bloch, a TV Exclusiva entra na justiça contra a emissora, cobrando o pagamento de R$ 644 mil, referente ao pagamento de verbas de propagandas vendidas pelo canal curitibano que foram veiculados nacionalmente. A direção da emissora, então, resolve não seguir a parceria com a RedeTV! (até então, sua sucessora).
Rede Mulher (1999-2000)
Em 1999, retransmite a Rede Mulher, que havia sido arrendada pelo Grupo Record desde maio daquele ano. Era um canal que começava a despontar no cenário nacional, com uma programação de cunho feminino, apresentando programas voltados a saúde, decoração e beleza. Mas os problemas do departamento comercial e os programas desse gênero da emissora fazem com que essa parceria não dure muito tempo.
Rede STV (2000-2004)
Em julho de 2000, começa uma total reestruturação da TV Exclusiva. A emissora é comprada pelo Conglomerado Alfa. que pretendia transformar a emissora em um canal musical concorrente direto da MTV Brasil. Como medida provisória, se afilia a Rede STV. Com mais de 8 horas diárias de programação local, a emissora ganha o prêmio Talento do Paraná no mesmo ano. Para auxiliar nas despesas do canal, a Exclusiva Produções começa a produzir programas independentes para outros veículos e se engaja na realização de eventos também. Nessa época, a emissora acaba conseguindo o canal 19 da TVA em Curitiba. A programação exibida na TV a cabo, diferentemente da televisão, era exibida 24 horas por dia. Dentre um dos destaques dessa época, está os programas Exclusiva Esportes e programas de leilão de obras de arte. A parceria com a STV acaba quando a Rede 21 se torna oficialmente uma rede com programação variada. A programação é descontinuada em outubro de 2004.
Rede 21 (2004-2008)
No dia 4 de outubro de 2004, o cunho generalista da TV Exclusiva é retomado com a afiliação a Rede 21, uma emissora pertencente ao Grupo Bandeirantes que exibia diversas séries, desenhos e programas de qualidade como o Saca-Rolha com Marcelo Tas, Mariana Weickert e o cantor Lobão. Foi também nessa época que novos programas estrearam, como o Curitiba e Você com Barrichello, o religioso Oração da Tarde com o padre Reginaldo Manzotti e o Jornal da Cidade com Luciana Pombo, essa época marca a volta do crescimento da TV Exclusiva. 
Mesmo com a crise da Rede 21 em 2005, que produziu 5 horas de programação própria entre 19h e meia-noite (que foram reduzidos no fim daquele ano com a demissão de profissionais e o fim de alguns programas), e o restante - das 0h às 19h - composto por infomerciais e programas religiosos, a TV Exclusiva continua com essa parceria. 

### TV Transamérica (2006-2020)
Em maio de 2006, ocorre a mudança de nome para TV Transamérica. Apesar da mudança de nome e identidade visual, os programas continuam sendo produzidos pela Exclusiva Produções normalmente.
Nessa época, as principais mudanças ficam nos nomes dos programas. O Jornal da Cidade passa a se chamar Transnotícias, enquanto o programa Curitiba e Você passa a se chamar Toda Tarde e indo ao ar com novos apresentadores e ao vivo.
Play TV/Rede 21 (2006-2010)
Em 5 de junho de 2006, a Gamecorp de Fábio Luís Lula da Silva, o Lulinha, acaba arrendando algumas horas de programação da Rede 21 para a criação de seu tão sonhado canal de televisão, a PlayTV, uma emissora jovem que exibia videoclipes, séries, um telejornal e programas de games.
Mesmo com a mudança de público, absolutamente nada muda na programação da emissora curitibana, que continua com poucas alterações por um bom tempo. As mudanças começam a aparecer no ano seguinte, em 2007.
Nessa época, o tradicional programa Mesa Redonda migra da CNT Curitiba para a TV Transamérica. O esporte passa a ser uma das bandeiras do canal. Com uma audiência que chegava a ameaçar a veterana MTV Brasil, a Play TV se manteve forte até o estouro do Caso Gamecorp. Nessa época, a parceria com a Rede 21 é desfeita, e a Play TV passa a ser um canal de televisão por assinatura.
No dia 6 de julho de 2008, devido a não renovação do contrato do Grupo Bandeirantes de Comunicação com a Gamecorp, a PlayTV passa a se denominar Rede 21, extinguido todos os programas da antecessora. No dia seguinte, a TV Transamérica passou a retransmitir apenas um programa da rede, o Doc. 21, às 22h, perdurando assim até 2010, quando a emissora se tornou independente.
Independência (2010-2020)
Com a independência, a TV Transamérica fortificou sua programação própria, além de realizar diversas parcerias com produtoras independentes. Em janeiro de 2018, a emissora inicia os testes para a transmissão no sinal digital pelo canal 44 UHF (59.1 virtual), em virtude do desligamento do sinal analógico na Grande Curitiba. O canal digital foi ativo oficialmente no dia 9 de fevereiro. Em 16 de novembro de 2019, a emissora passa a transmitir em conjunto com a CentralTV. 

### Extinção
Em 12 de dezembro de 2020, a Transamérica encerrou a parceria com a CentralTV, transmitindo apenas colorbars durante a programação. No programa 190 do dia 16 de dezembro de 2020, o apresentador Roberto Aciolli justificou a mudança do seu programa para a Top TV pelo fato da emissora ser descontinuada a partir da data do Natal de 2020. O encerramento da TV ocorreu na data prevista.

## Sinal digital
| Canal virtual | Canal digital | Resolução de tela | Programação                              |
| ------------- | ------------- | ----------------- | ---------------------------------------- |
| 59.1          | 44 UHF        | 1080i             | Programação principal da TV Transamérica |

Transição para o sinal digital
Com base no decreto federal de transição das emissoras de TV brasileiras do sinal analógico para o digital, a TV Transamérica, bem como as outras emissoras de Curitiba, cessou suas transmissões pelo canal 59 UHF em janeiro de 2018, seguindo o cronograma oficial da ANATEL.

## Programas
- 190
- A Especialista
- A Hora dos Milagres
- A Voz da Assembleia
- Acho Chic
- Acontece Curitiba
- Alerta 59
- Bairro Vivo na TV
- Bate Papo
- Boa Sorte
- Bom te Ver
- Cadeia com Alborghetti Filho
- Clip da Hora
- Close Metropolitano
- Como se Faz
- Congregação Israelita
- Consagração
- Contabilidade na TV
- Curitiba e Você
- Desenvolvendo Talentos
- Espaço Esportivo
- Esporte Amador
- Exclusiva Clip
- Exclusiva Esportes
- Exclusiva In
- Fada Carol
- Falando de Vida
- Fulaninha
- Giro 59
- Hardsoft
- Jones Dark
- Jornal da Cidade
- Informe Paraná
- Mesa Redonda
- Mil e uma Noites
- Missa da Imaculada Conceição
- Mônica na TV
- Nhô do Rodo e Zé da Enxada
- Nossa Metrópole
- Novena da Imaculada Conceição
- Novena do Carmo
- Oportunidades
- Oração da Tarde
- Paz na TV
- Piores Momentos do ET
- Placar Transamérica
- Programa Artesanal
- Programa Carol Valle
- Programa Joãozinho Ribeiro
- Programa Milagres
- Programa na Vibe Sertaneja
- Roger Convida
- Sala Exclusiva
- Santa Missa de Nossa Senhora do Carmo
- Santa Missa do Carmo
- Sempre Bonita
- Show Magazine TV
- Só para Maiores
- Tecnologia e Saúde
- Toda Tarde
- Top Fighters
- Transamérica Automóveis
- Transamérica News
- Transnotícias
- TransOfertas
- Travel Turismo
- Trinca de Damas
- TV Leilão
- Upload
- Valor Agregado
- Verdade e Expressão
- Viva o Bicho
- Vivendo em Cristo
- Você é o Chef
- Volta ao Mundo